# Scopula gibbivalvata
Scopula gibbivalvata är en fjärilsart som beskrevs av Claude Herbulot 1972. Scopula gibbivalvata ingår i släktet Scopula och familjen mätare. Inga underarter finns listade.